# James Oglethorpe
James Edward Oglethorpe, född 22 december 1696 i Godalming, Surrey, död 30 juni 1785 i Cranham i dåvarande Essex, var en brittisk militär och kolonigrundläggare.
Oglethorpe, som ursprungligen var officer, blev 1722 medlem av parlamentet och 1765 general. Han gjorde sig känd genom sina filantropiska intressen, vilka drev honom att i Georgia grunda en asyl för bankruttörer och förföljda protestanter. Den organisation som Oglethorpe gav kolonin var synnerligen egenartad och utmärktes bland annat av stark militär disciplin.